# Bulbophyllum tigridum
Bulbophyllum tigridum är en orkidéart som beskrevs av Henry Fletcher Hance. Bulbophyllum tigridum ingår i släktet Bulbophyllum och familjen orkidéer. Inga underarter finns listade i Catalogue of Life.